# جوزف اف. فرامینی
جوزف اف. فرامینی جونیور (انگلیسی: Joseph F. Fraumeni Jr.؛ زادهٔ ۱ آوریل ۱۹۳۳) پزشک و پژوهشگر سرطان اهل ایالات متحده آمریکا است. 

## زندگی‌نامۀ حرفه‌ای
وی مدرک کارشناسی را از کالج هاروارد، کارشناسی ارشد همه‌گیرشناسی (اپیدمیولوژی) را از دانشکدهٔ بهداشت دانشگاه هاروارد و مدرک دکترای پزشکی خود را از دانشگاه دوک گرفت و دورهٔ دستیاری پزشکی خود را در بیمارستان جانز هاپکینز و مرکز سرطان مموریال اسلون–کترینگ گذراند و سپس در سال ۱۹۶۲ به مؤسسه ملی سرطان (متعلق به مؤسسه ملی سلامت) پیوست و در سال ۱۹۹۵ بنیان‌گذار و مدیر بخش همه‌گیرشناسی و ژنتیک سرطان در آنجا شد. وی در سال ۲۰۱۲ از سمت خود کناره‌گیری کرد و به‌عنوان پژوهشگر و مشاور مؤسسه ملی سرطان به کارش ادامه داد.
یکی از دستاوردهای پژوهشی فرامینی آن بود که به همراه همکارش فردریک پی لی در سال ۱۹۶۹ چهار خانواده را شناسایی کردند که استعداد فراوانی در ابتلا به انواع مختلف سرطان در کودکان و بزرگسالان خود داشتند. ردیابی این خانواده‌ها و ۲۰ خانواده دیگر به مدت بیست سال منجر به کشفِ آن چیزی شد که امروزه به‌عنوان سندرم لی-فرامینی شناخته می‌شود و در سال ۱۹۹۰ معلوم شد که جهش‌های ارثی ژن سرکوب‌گر تومور پی۵۳ مکانیسم اصلی بروز این سندرم ژنتیکی است.